# Григорович, Константин Всеволодович
Константи́н Все́володович Григоро́вич (род. 27 сентября 1951, Москва) — российский учёный в области металловедения, академик РАН (2019), доктор технических наук, профессор, заведующий лабораторией ИМЕТ РАН.

## Область научных интересов
- Разработка методов фракционного анализа газообразующих примесей
- Согласованное описание термодинамических свойств расплавов на основе железа, кобальта и никеля
- Высокотемпературная калориметрия
- Раскисление стали и сплавов, процессы образование неметаллических включения и методы их анализа

## Квалификация
2019 г. — академик Российской академии наук
2008 г. — член-корреспондент Российской академии наук
2000 г. — доктор технических наук (ИМЕТ им. А. А. Байкова РАН). Тема диссертации: «Физико-химический анализ процессов раскисления многокомпонентных металлических расплавов и разработка методов контроля чистоты сталей и сплавов по оксидным неметаллическим включениям»
1981 г. — кандидат технических наук (ИМЕТ им. А. А. Байкова РАН). Тема диссертации «Исследование термодинамических свойств растворов серы в расплавах на основе кобальта» Руководитель работы проф. д.т. н. А. Ю. Поляков.

## Образование
1975—1978 гг. аспирантура ИМЕТ им. А. А. Байкова РАН (рук. проф. д.т. н. Поляков А. Ю.)
1968—1974 гг. физико-химический факультет Московского государственного института стали и сплавов

## Профессиональная деятельность
В 1974—1999 г. — младший научный сотрудник, научный сотрудник, старший научный сотрудник лаборатории физикохимии металлических расплавов им. акад. А. М. Самарина ИМЕТ им. А. А. Байкова РАН. С 1984 года — учёный секретарь диссертационного совета Д 002.060.03 при ИМЕТ им. А. А. Байкова РАН. С 1999 года заведует лаборатории диагностики материалов ИМЕТ РАН.
С 2001 года — профессор кафедры «Металлургии стали и ферросплавов» НИТУ «МИСиС», с марта 2010 года — заведующий кафедрой «Металлургии стали» НИТУ «МИСиС».
Главный редактор журнала «Металлы» (с 2021).

## Публикации
Автор более 100 публикаций в российских и иностранных журналах.

## Награды
- Премия имени И. П. Бардина (2019) — за цикл работ «Разработка физико-химических основ и технических решений технологий производства чистых сталей»